# Сквориков, Михаил Даниилович
Михаил Даниилович Сквориков (1864 — 24 июня 1926) — общественный деятель Кубани, екатеринодарский городской голова (ноябрь 1912 — март 1917).

## Биография
Родился в семье Даниила Никитича Скворикова, выходца из Центральной России, купца 1-й гильдии и екатеринодарского городского головы в 1870—1874 годах.
Выпускник Императорского Харьковского университета 1889 года. Юрист. В январе 1891 был избран гласным Екатеринодарской городской думы на 3-летний срок.
С введением в Екатеринодаре нового «Городского положения», утвержденного 11 июня 1892 года, Екатеринодарское городское общество избрало М. Скворикова гласным новой Думы на 4-летний срок.
4 июля 1903 года Сквориков Высочайшим приказом по гражданскому ведомству был назначен почетным мировым судьей, а 12 мая 1910 года избрался почетным попечителем 2-й женской гимназии.
16 сентября 1912 года вновь стал гласным Екатеринодарской городской думы.
Михаил Сквориков получил высокую оценку Государя Императора Николая II, который наградил его орденом Святой Анны 3-й степени, серебряной медалью в память царствования Императора Александра III и светло-бронзовой — в честь 300-летия Дом Романовых.
26 ноября 1912 года М. Д. Сквориков избран екатеринодарским городским головой. Характеризовался как инициативный, энергичный и способный доводить начатое дело до конца руководитель города.
С 1913 по 1917 — занимался многочисленными городскими проблемами: освещением улиц, строительством новых зданий в городе. При нем было закончено сооружение Свято-Екатерининского кафедрального Собора — одного из самых больших храмов России, памятника архитектуры Екатеринодара, центра духовной жизни Кубани.
27 ноября 1919 года Сквориков был избран директором городского банка, в связи с этой должностью он отказался от звания гласного, считая, что это несовместимо с городской службой.